# Росія і зброя масового ураження
Відомо, що Російська Федерація володіє або володіла трьома видами зброї масового знищення: ядерною, біологічною та хімічною. Це одна з п'яти держав, що володіють ядерною зброєю, визнаних відповідно до Договору про нерозповсюдження ядерної зброї.
Станом на 2022 рік Росія володіє приблизно 6300 ядерними боєголовками, що є найбільшим запасом ядерних боєголовок у світі; другим за величиною запасом є 5428 боєголовок Сполучених Штатів. Розгорнута Росією ракета (ті, що фактично готові до запуску) становить приблизно 1588, поступаючись 1644 ракетам Сполучених Штатів. Решта озброєння або знаходиться на резервних складах, або знято з експлуатації та планується до демонтажу. Країна-попередник Росії, Радянський Союз, досягла максимального запасу близько 45 000 ядерних боєголовок у 1986 році. Кількість озброєнь, якими може володіти Росія, наразі контролюється двосторонньою Новою угодою про СНО зі Сполученими Штатами.
Радянський Союз ратифікував Женевський протокол — про заборону використання біологічної та хімічної зброї — 5 квітня 1928 року із застереженнями, які пізніше були зняті 18 січня 2001 року. Росія також є учасником Конвенції про заборону біологічної зброї 1972 року та Конвенції про заборону хімічної зброї 1993 року. Радянська програма біологічної зброї порушувала Конвенцію про біологічну зброю і була найбільшою, найтривалішою та найдосконалішою програмою такого роду у світі. На піку програми було зайнято до 65 000 людей.
Незважаючи на те, що Росія підписала Конвенцію про заборону хімічної зброї, вона продовжує зберігати хімічну зброю. У 1997 році Росія оголосила про свій арсенал у 39 967 тонн хімічної зброї, який частково намагалася скоротити. Його запаси зброї були оголошені знищеними в 2017 році. Отруєння Сергія та Юлії Скрипаль у 2018 році та отруєння Олексія Навального у 2020 році, здійснені Росією, показали, що країна підтримувала незаконну програму хімічної зброї.

## Ядерна зброя

### Історія

#### Пострадянський період
Після розпаду Радянського Союзу в 1991 році радянська ядерна зброя була розміщена в чотирьох нових республіках: Росії, Україні, Білорусі та Казахстані. У травні 1992 року ці чотири держави підписали Лісабонський протокол, погодившись приєднатися до Договору про нерозповсюдження ядерної зброї, при цьому Росія стала наступницею Радянського Союзу як ядерна держава, а інші три держави приєдналися як неядерні держави.
Україна погодилася передати свою зброю Росії в обмін на гарантії території України від Росії, Сполученого Королівства та Сполучених Штатів, відомі як Будапештський меморандум про гарантії безпеки. Китай і Франція також виступили із заявами на підтримку меморандуму.

### Скорочення озброєння
Загроза ядерної війни була постійною та жахливою загрозою під час холодної війни. На піку свого розвитку Радянський Союз і Сполучені Штати мали десятки тисяч боєголовок відповідно до доктрини взаємного гарантованого знищення. До 1980-х років і Сполучені Штати, і Радянський Союз намагалися скоротити кількість озброєнь, які використовували інші. Це призвело до початку переговорів про скорочення озброєнь у 1982 році.
Кульмінацією цього стало підписання договору СНО-1 у 1991 році: першого договору про скорочення ядерних озброєнь між двома світовими державами. Цей перший договір обмежив кількість розгорнутих боєголовок у кожній країні до 6000, скоротивши майже вдвічі попередні 10000-12000 боєголовок, які були розміщені в 1991 році. Значний успіх СНО-1 у поєднанні з розпадом Радянського Союзу в 1991 році призвів до договору СНО-2. Росія так і не ратифікувала договір, і він не набув чинності. Була спроба СНВ-III, але переговори не пройшли.
Натомість у 2002 році було прийнято Договір про скорочення стратегічних наступальних озброєнь, який обмежив кількість боєголовок до 2200. Нинішні обмеження випливають із Нового договору СНО, ратифікованого в 2010 році. Він обмежує кожну сторону до 1550 одиниць зброї. Ядерні бомбардувальники вважаються лише однією зброєю кожен, навіть якщо вони можуть нести до 20 одиниць, тому фактичний ліміт для країн дещо вищий. Договір діє до 2026 року.
Після того як президент США Джордж Буш вийшов з Договору про протиракетну оборону 1972 року, Росія відповіла нарощуванням свого ядерного потенціалу таким чином, щоб урівноважити потенціал США. Росія вирішила не підписувати договір ООН про заборону ядерної зброї, який 7 липня 2017 року прийняли 122 держави.  Більшість аналітиків сходяться на думці, що ядерна стратегія Росії за часів Путіна зрештою призвела до порушення Договору про ліквідацію ракет середньої і меншої дальності 1987 року (хоча це не підтверджено).
За словами російських чиновників, рішення США розгорнути систему ПРО в Європі було порушенням договору. Президент США Дональд Трамп 20 жовтня 2018 року оголосив, що США більше не будуть вважати себе зв’язаними положеннями договору, що посилило ядерну напруженість між двома державами.

### Ядерний арсенал Російської Федерації

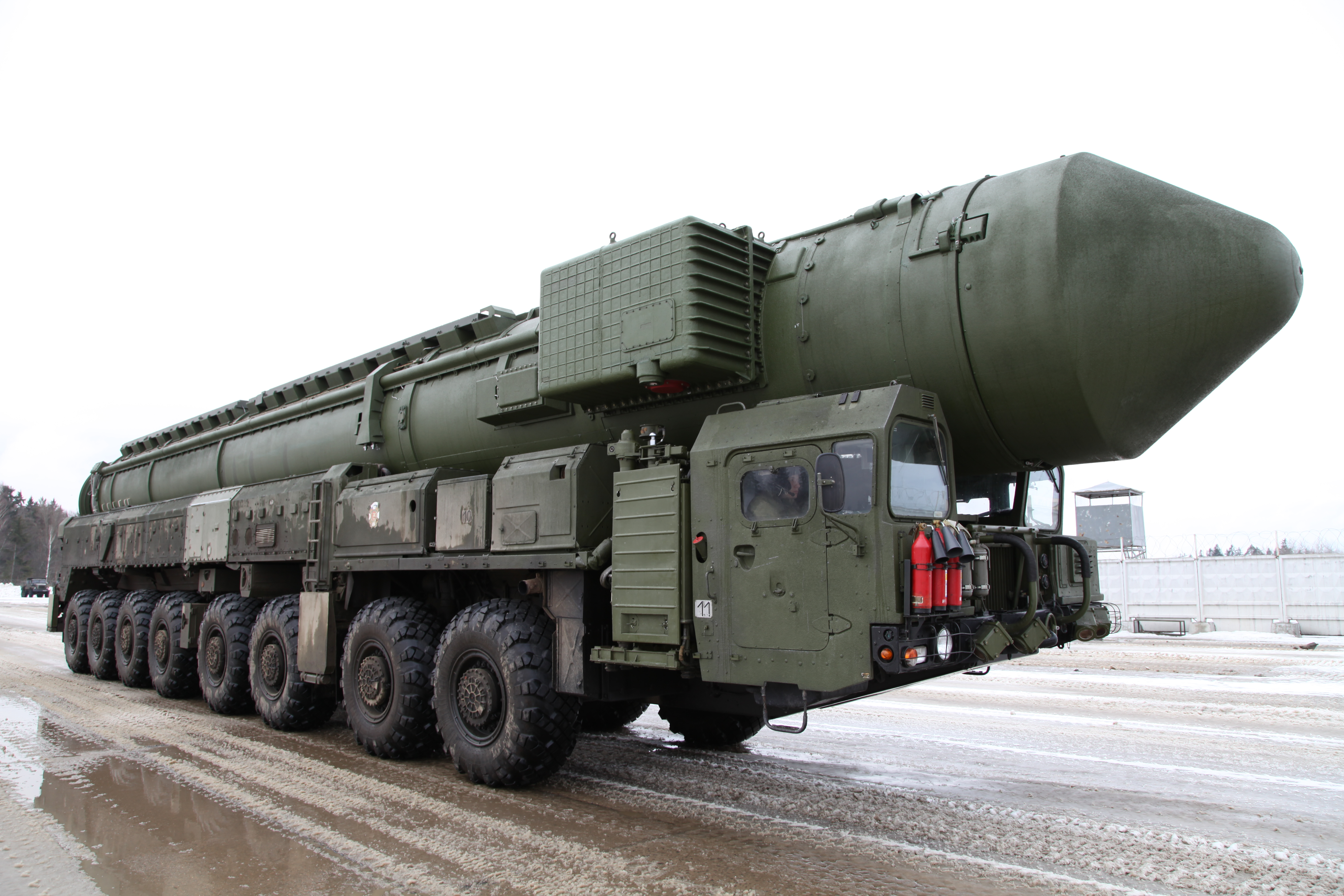
РТ-2ПМ2 «Тополь-М» — одна з останніх міжконтинентальних балістичних ракет, розгорнутих Росією

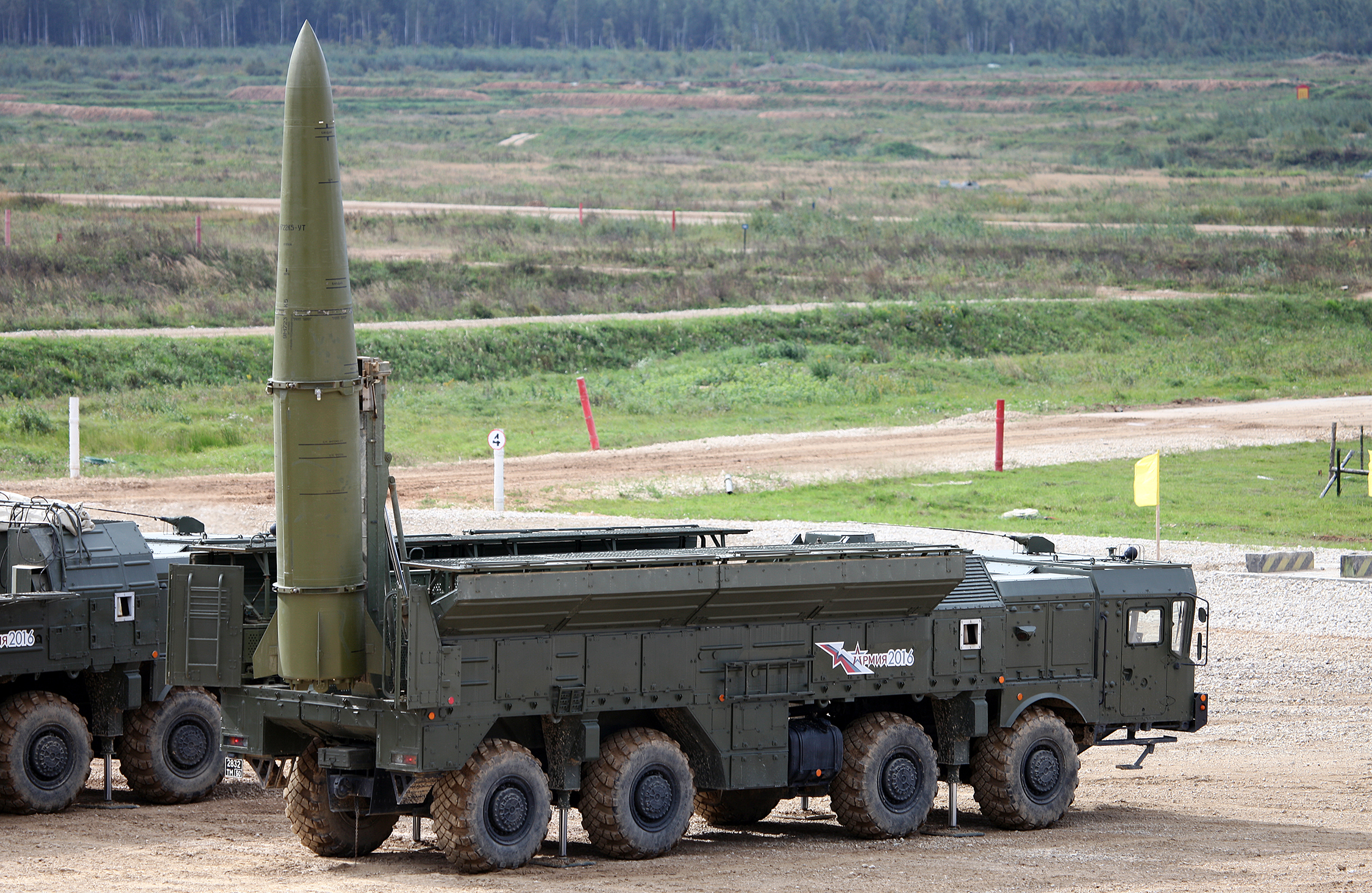
Російський ОТРК «Іскандер». Здатний запустити ядерну боєголовку потужністю 50 кілотонн на відстань до 500 км

Точна кількість ядерних боєголовок є державною таємницею і тому залишається предметом припущень. Станом на 2022 рік, за оцінками Федерації американських вчених, Росія володіє 5977 одиницями ядерної зброї, тоді як США мають 5428; Росія і США мають близько 1600 активних розгорнутих стратегічних ядерних боєголовок. Запаси Росії зростають, а Сполучених Штатів – скорочуються. Росія має шість ракетно-ядерних полів у Козельську, Татіщево, Ужурі, Домбаровському, Карталаї та Алейську; атомні ракетні підводні човни, що патрулюють з трьох військово-морських баз Нерпіч'я, Ягельна і Рибачий; і атомні бомбардувальники на авіабазах «Українка» та «Енгельс».
РС-28 Сармат (назва НАТО: SATAN 2) — російська міжконтинентальна балістична ракета з надважким термоядерним озброєнням, оснащена рідинним паливом, оснащена системою MIRV, розроблена компанією Makeyev Rocket Design. Ракетне конструкторське бюро імені Макеєва з 2009 року мало намір замінити попередню ракету Р-36М. Його велике корисне навантаження дозволило б мати до 10 важких боєголовок або 15 легших або комбінацію боєголовок і величезної кількості засобів протидії, призначених для ураження протиракетних систем. Це було оголошено російськими військовими як відповідь на швидкий глобальний удар США.
У 2015 році з’явилася інформація про те, що Росія може розробляти нову ядерну торпеду «Океанська багатоцільова система «Статус-6» під кодовою назвою «Каньйон» офіційними особами Пентагону. Ця зброя розроблена для створення хвилі цунамі заввишки до 500 метрів, яка радіоактивно забруднить кобальтом-60 широку територію на узбережжі ворога, а також мати імунітет до систем протиракетної оборони, таких як лазерна зброя та рейкові гармати, які можуть вивести з ладу міжконтинентальні балістичні ракети. Два потенційні підводні човни проєкту 09852 «Бєлгород» і проєкту 09851 «Хабаровськ» є новими катерами, закладеними в 2012 і 2014 роках відповідно.
Статус 6 виглядає як зброя стримування в крайньому випадку. Можливо, це торпедоподібна роботизована міні-субмарина, яка може рухатися зі швидкістю 185 км/год (100 вуз). Більш свіжа інформація свідчить про максимальну швидкість 100 км/год (54 вуз) з діапазоном 10 000 км (6 200 миля) і максимальна глибина 1 000 м (3 300 фут). Цей підводний дрон прихований технологією стелс, щоб уникнути акустичних пристроїв стеження.
Під час щорічного звернення до нації 1 березня 2018 року президент Володимир Путін публічно заявив, що Росія тепер володіє декількома новими класами ядерної зброї, включно з деякими можливостями, про наявність яких раніше припускали. Путін обговорив кілька нових або модернізованих видів зброї, включно з гіперзвуковими глайдерами (HGV; англ. Hypersonic Glide Vehicles), відомою як «Авангард», здатною виконувати різкі маневри, рухаючись зі швидкістю, що в 20 разів перевищує швидкість звуку, що робить її «абсолютно невразливою для будь-якої системи протиракетної оборони».
Путін обговорював існування ядерної підводної торпеди та ядерної крилатої ракети (9М730 Буревестник), обидві з фактично необмеженим радіусом дії. Він зазначив, що Росія випробувала новий клас традиційних міжконтинентальних балістичних ракет під назвою «Сармат», які розширили дальність і несучу здатність МБР «Сатана» радянських часів. Мультфільми цієї зброї демонструвалися перед глядачами в прямому етері та по телебаченню. Путін запропонував провести онлайн-опитування, щоб дати їм офіційні публічні імена.

### Ядерна зброя у військовій доктрині Російської Федерації
Відповідно до російської військової доктрини, викладеної в 2010 році, ядерна зброя може бути застосована Росією «у відповідь на застосування проти неї або її союзників ядерної та інших видів зброї масового ураження, а також у разі агресії проти Росії із застосуванням звичайної зброї, коли під загрозою стоїть саме існування держави». Більшість військових аналітиків вважають, що в цьому випадку Росія дотримувалася б стратегії «від ескалації до деескалації», розпочавши обмежений ядерний обмін, щоб посадити супротивників за стіл переговорів. Росія також погрожуватиме ядерним конфліктом, щоб перешкодити початковій ескалації будь-якого великого конфлікту звичайних ядерних матеріалів.

### Розповсюдження ядерної зброї

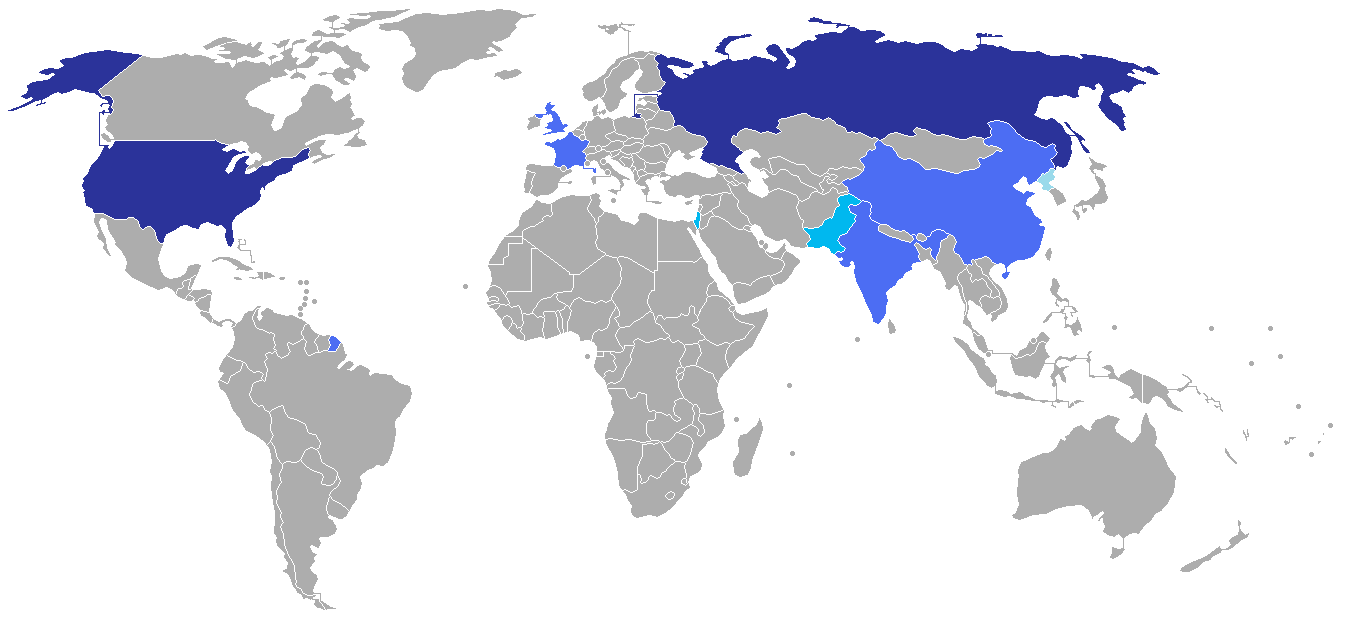
Країни з великими ядерними запасами з глобальним радіусом дії (темно-синій)

Після Корейської війни Радянський Союз передав ядерні технології та зброю Китайській Народній Республіці як супротивнику США та НАТО . За словами Йона Міхая Пачепи, «хрущовський процес розповсюдження ядерної зброї почався з комуністичного Китаю в квітні 1955 року, коли новий правитель у Кремлі погодився поставити Пекіну зразок атомної бомби та допомогти з її масовим виробництвом. Згодом Радянський Союз створив усе необхідне для нової військової ядерної промисловості Китаю».
Росія є однією з п’яти «держав, що володіють ядерною зброєю» (NWS) відповідно до Договору про нерозповсюдження ядерної зброї (ДНЯЗ), який Росія ратифікувала (як Радянський Союз) у 1968 році.
Після розпаду Радянського Союзу в 1991 році на територіях Білорусі, України та Казахстану залишилася низка ядерних боєголовок радянських часів. Згідно з умовами Лісабонського протоколу до ДНЯЗ і після Тристоронньої угоди 1995 року між Росією, Білоруссю та США, вони були передані Росії, залишивши Росію єдиною спадкоємицею радянського ядерного арсеналу. За оцінками, Радянський Союз мав приблизно 45 000 одиниць ядерної зброї на момент свого розпаду.

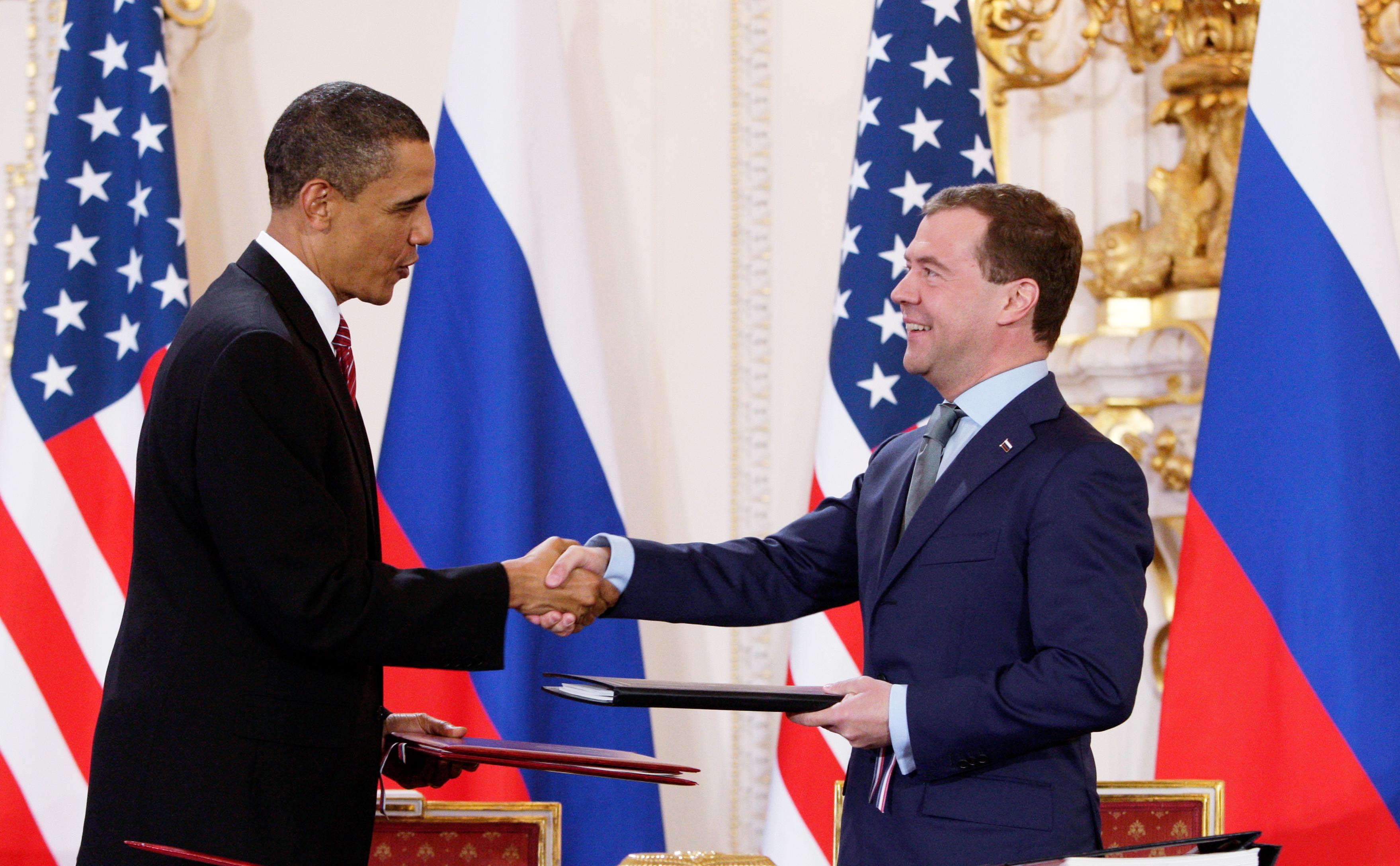
Дмитро Медведєв з Бараком Обамою після підписання Нового договору СНО у Празі, 2010 рік

Розпад Радянського Союзу дозволив потепліти відносинам з НАТО. Побоювання ядерного голокосту зменшилися. У вересні 1997 року колишній секретар Ради безпеки Росії Олександр Лебідь заявив про зникнення 100 одиниць ядерної зброї розміром з валізу. Він сказав, що намагався провести інвентаризацію зброї, коли його звільнив президент Борис Єльцин у жовтні 1996 року. Справді, кілька американських політиків висловили занепокоєння та пообіцяли законодавчі акти щодо усунення цієї загрози.
Були звинувачення, що Росія сприяла північнокорейській ядерній програмі, продаючи їй обладнання для безпечного зберігання та транспортування ядерних матеріалів. Тим не менш, Росія відтоді засудила північнокорейські ядерні випробування. Російська Федерація також має ширші комерційні інтереси щодо продажу ядерних технологій Індії та Ірану, укладення меморандумів про взаєморозуміння щодо навчання їхніх техніків у їхніх поважних ядерних програмах. Росія нібито докладає зусиль, щоб створити свою впливову позицію в Африці, заробляючи кілька мільярдів фунтів стерлінгів на продажу ядерних технологій африканським країнам, що розвиваються.

### Звинувачення Російської Федерації в ядерній диверсії
Високопоставлений перебіжчик з ГРУ Станіслав Луньов розповів про нібито радянські плани використання тактичної ядерної зброї для диверсій проти Сполучених Штатів у разі війни. Він описав ядерні бомби радянського виробництва, ідентифіковані як RA-115 (або RA-115-01 для підводної зброї), які важать 50—60 фунтів (23—27 кг) ). Ці портативні бомби можуть працювати багато років, якщо їх підключити до джерела електроенергії. «На випадок втрати живлення є резервна батарея. Якщо батарея розряджається, зброя має передавач, який надсилає закодоване повідомлення – через супутник або безпосередньо на пост ГРУ в посольстві чи консульстві Росії».
Луньов особисто шукав схованки зі зброєю в районі долини Шенандоа. Він сказав, що «напрочуд легко провезти контрабандою ядерну зброю в США» або через мексиканський кордон, або за допомогою невеликої транспортної ракети, яка може проскочити, але непоміченою, коли її запускають із російського літака. Обшуки в районах, визначених Луньовим, який визнає, що ніколи не закладав зброї в США, були проведені, «але правоохоронці ніколи не знаходили таких схованок зброї, з портативною ядерною зброєю або без неї» в США.
В інтерв'ю 2004 року генерал-полковник РВСН Віктор Єсін сказав, що радянські малогабаритні ядерні бомби використовувалися тільки в армії. Усі подібні пристрої зберігалися на складі зброї в Росії і залишалися лише для перевірки на заводі, який їх виготовив.

### Російсько-українська війна
Під час російського вторгнення в Україну у 2022 році президент Росії Володимир Путін перевів підрозділи РВСН у стан підвищеної бойової готовності, що було різко засуджено міжнародною спільнотою. Путін попередив, що «хто спробує нам перешкодити в Україні, побачить наслідки, яких ви ніколи не бачили у своїй історії». За словами директора національної розвідки США Евріл Гейнс, Путін потенційно може звернутися до ядерної зброї, якщо відчує «екзистенціальну загрозу» для російської держави чи режиму. Можливу поразку в Україні він міг розцінити як екзистенційну загрозу своєму режиму.
У вересні 2022 року Путін оголосив часткову мобілізацію 2022 року та у стилі залякувань пригрозив ядерною помстою проти Заходу, якщо територіальна цілісність Росії опиниться під загрозою.
21 лютого 2023 року Путін призупинив участь Росії в Договорі про скорочення стратегічних наступальних озброєнь (СНО-III) зі Сполученими Штатами, заявивши, що Росія не дозволить США та НАТО інспектувати свої ядерні об'єкти. 25 березня 2023 року Путін оголосив, що Росія розмістить тактичну ядерну зброю в Білорусі. 14 червня 2023 року президент Білорусі Олександр Лукашенко заявив у телевізійному інтерв’ю російському державному каналу «Росія-1», що Білорусь почала отримувати ядерну зброю.
25 вересня 2024 року Путін попередив Захід, що у разі нападу на Росію звичайними озброєннями вона може розглядати можливість ядерної відповіді, що є очевидним відходом від доктрини «невикористання ядерної зброї першими». Він також застеріг ядерні держави, що якщо вони підтримають атаку іншої країни на Росію, то будуть розглядатися як учасники такої агресії. Путін неодноразово робив завуальовані ядерні погрози з початку війни проти України. Експерти вважають, що його заява була спрямована на те, щоб стримати США, Великобританію та Францію від дозволу Україні використовувати надані Заходом далекобійні ракети, такі як Storm Shadow і ATACMS, для ударів по Росії.

## Біологічна зброя
Радянський Союз таємно керував найбільшою, найтривалішою та найдосконалішою програмою біологічної зброї у світі. Програма почалася в 1920-х роках і тривала щонайменше до вересня 1992 року, але, можливо, після цього її продовжила Росія. Тим самим Радянський Союз порушив свої зобов'язання за Конвенцією про біологічну зброю, яку він підписав 10 квітня 1972 року та ратифікував 26 березня 1975 року.
На початку 1970-х років Радянський Союз значно розширив свої програми наступальної біологічної зброї. Після 1975 року програмою біологічної зброї займалося в основному «цивільне» агентство «Биопрепарат», хоча вона також включала численні об'єкти радянського Міністерства оборони, Міністерства сільського господарства, Міністерства хімічної промисловості, Міністерства охорони здоров'я та радянської академії наук.
За словами Кена Алібека, який був заступником директора «Биопрепарату», радянського агентства з біологічної зброї, і який втік до Сполучених Штатів у 1992 році, зброю розробляли в лабораторіях в ізольованих районах Радянського Союзу, включаючи мобілізаційні центри в Омутинінську, Пензі та Покрові. і науково-дослідні установи в Москві, Стиржі та Володимирі. Цю зброю випробовували на кількох об'єктах, найчастіше на «Острові Відродження» (Возрожденія) в Аральському морі, стріляючи зі зброї в повітря над мавпами, прив'язаними до стовпів, потім за мавпами спостерігали, щоб визначити наслідки. За словами Алібека, хоча радянська наступальна програма була офіційно завершена в 1992 році, Росія все ще може брати участь у діяльності, забороненій КБО.
У 1993 році в Росії була опублікована історія про витік сибірської виразки у Свердловську. Інцидент стався в результаті випадкового викиду спор сибірської виразки з військового об'єкта в місті Свердловськ (колишній, а тепер знову Єкатеринбург) за 1500 км на схід від Москви 2 квітня 1979 року. Наступний спалах захворювання призвів до зараження 94 осіб, 64 з яких померли протягом шести тижнів.
Станом на 2021 рік Державний департамент Сполучених Штатів «оцінює, що Російська Федерація підтримує наступальну програму [біологічної зброї] і порушує свої зобов'язання згідно зі статтями I і II КБО. Питання дотримання Росією КБО викликає занепокоєння вже багато років».
В жовтні 2024 року американське видання The Washington Post з посиланням на аналіз супутникових знімків повідомило про роботи з розширення дослідницького центру з дослідження біологічної зброї Сергієв Посад-6 в Московській області. На його території відбувалось спорудження окремої електростанції, підземних та наземних споруд, лабораторних приміщень рівня BSL-4.

## Хімічна зброя
Росія підписала Конвенцію про заборону хімічної зброї 13 січня 1993 року і ратифікувала її 5 листопада 1997 року. У 1997 році Росія задекларувала арсенал у 39 967 тонн хімічної зброї, що складається з:
- шкірно-наривної дії : люїзит, іприт, люїзитно-іпритна суміш (HL)
- нервово-паралітичні речовини : Зарин, Зоман, VX

Після ратифікації послідували три роки бездіяльності щодо знищення хімічної зброї через російську фінансову кризу в серпні 1998 року.
Росія виконала свої договірні зобов'язання, знищивши 1% своїх хімічних речовин до кінцевого терміну Конвенції про заборону хімічної зброї у 2002 році, але попросила технічну та фінансову допомогу та подовження термінів у 2004 та 2007 роках через екологічні проблеми утилізації хімікатів. Ця процедура продовження, прописана в договорі, була використана іншими країнами, включаючи Сполучені Штати. Продовжений термін повного знищення (квітень 2012 року) не було дотримано. Станом на жовтень 2011 року Росія знищила 57% своїх запасів. Росія також знищила всі заявлені хімікати категорії 2 (10 616 тонн) і категорії 3.
Росія зберігає свою хімічну зброю (або необхідні хімікати), яку вона задекларувала в рамках КЗХО, у 8 місцях: у Горному (Саратовська область) (2,9% заявлених запасів за масою) і Камбарці (Удмуртська Республіка) (15,9%) запасів були знищені. У Щуче (Курганська область) (13,6%), Марадиковском (Кіровська область) (17,4%) і Леонідовці (Пензенська область) (17,2%) відбуваються руйнування, будуються установки в Почепі (Брянська область) (18,8%) і Кізнер (Удмуртська Республіка) (14,2%).
27 вересня 2017 року ОЗХЗ оголосила, що Росія знищила весь свій заявлений запас хімічної зброї. Україна заявляла, що Росія застосувала хімзброю в Маріуполі.

### Новичок
У 1970-х і 1980-х роках було розроблено та випробувано низку бойових речовин «Новачок», але передбачуваний завод з виробництва зброї «Новачок» на Павлодарському хімічному заводі в Радянському Казахстані все ще перебував у стадії будівництва, коли в 1987 році було вирішено знести будівлю хімічної зброї з огляду на майбутня Конвенція про хімічну зброю.
У березні 2018 року колишній агент ГРУ Сергій Скрипаль і його донька були отруєні в Солсбері, хімічною речовиною, яка пізніше підтвердилася як "Новичок". Цей інцидент викликав нові суперечки щодо можливого виробництва та використання Росією хімічної зброї, а Сполучене Королівство звинуватило російський уряд або російських агентів-ізгоїв в організації атаки, що Росія неодноразово заперечувала.
У серпні 2020 року російський опозиціонер і антикорупційний активіст Олексій Навальний був отруєний у російському Томську хімічною речовиною, яка пізніше підтвердилася як "Новичок". Спільне розслідування Bellingcat, CNN, Der Spiegel і The Insider за участю El País свідчить про причетність Федеральної служби безпеки Росії (ФСБ) до майже смертельного отруєння нервово-паралітичною речовиною, Росія заперечує цей факт. Пізніше Навальний зателефонував одному з агентів ФСБ, відповідальних за операцію по зачистці, який повідомив, що їм було доручено очистити труси Навального від «Новичка».

### Засоби утилізації
Росія має низку заводів для знищення свого арсеналу хімічної зброї: Горний у Саратовській області, Камбарка в Удмуртії, Леонідівка Пензенської області, Марадиковський у Кіровській області, Щуче у Курганській області та останній у Почепі в Брянській області 70 км від кордону з Україною, побудований за кошти Італії відповідно до угоди, підписаної між двома країнами. Останнє російське сміттєзвалище в Кізнері, Удмуртія, було відкрито в грудні 2013 року.

## Подальше читання
- Костенко Ю., Д'Аньєрі П. (2021). Ядерне роззброєння України: історія (С. Красинська, Л. Воланський та О. Дженнінгс, Пер. ). Кембридж: Гарвардський український науково-дослідний інститут.